# Remo Hubacher
Remo Hubacher (* 28. Januar 1979 in der Schweiz) ist ein deutscher Floorball-Trainer und Funktionär. Er ist Präsident des Floorball-Verband Deutschland.

## Karriere
Trainerlaufbahn:
- UHC Thun B – Junioren (Assistenzcoach)

- 1998 – 2000: UHC Thun Damen, 1. Jahr 1. Liga Kleinfeld, Aufstieg in die NLB

2. Jahr NLB Großfeld (Headcoach)
- 2003 – 2005: ETV Hamburg, 1. Bundesliga (Headcoach)

- Dez. 2014 – 2017: TV Lilienthal, 1. Bundesliga (Headcoach)[1]

- 2017 – Aug. 2020: Bundestrainer der deutschen Floorballnationalmannschaft[2][3]
- 2021: Präsident des Dachverbandes Floorball-Verband Deutschland.[4]